# Red Carpet
Red Carpet (engl. für „roter Teppich“) ist eine romantische Komödie des südkoreanischen Regisseurs Park Bum-soo. Der Film lief am 23. Oktober 2014 in den südkoreanischen Kinos an und verzeichnete über 300.000 Besucher.

## Handlung
Jung-woo ist Pornoregisseur, träumt aber vom Spielfilm. In seinen Filmen bringt er häufig eine Hommage an seine Lieblingsregisseure ein. Als er eines Tages nach Hause kommt, ist eine Frau namens Eun-su in seinem Haus, die Jung-woo für einen Einbrecher hält. Es stellt sich heraus, dass jemand sie um die Kaution betrogen hat und ihr eine bereits vermietet Wohnung angeboten hat. Er lässt sie erstmal bei sich wohnen. Später stößt Eun-su auf Jung-woos Drehbücher und ist begeistert. Sie würde gerne den Regisseur kennenlernen. Es stellt sich heraus, dass Eun-su eine bekannte Kinderdarstellerin war. Jung-woo möchte aber nicht, dass sie erfährt, dass er Pornos dreht.
Obwohl er beeindruckende Drehbücher verfasst, lässt sein Chef ihn diese nicht selbst verfilmen, sondern engagiert andere Regisseure. Mit der Zeit bekommt Eun-su heraus, dass sie der Regisseur ist. Sie entschließen, nebenbei den Film zu drehen. Doch Eun-su bekommt ein Angebot einer Agentur. Sie überlegt, ob sie es annehmen solle. Als sie nach Hause kommt, sieht sie, wie Jung-woo einen Porno dort dreht. Sie flüchtet und nimmt das Angebot der Agentur an und wird wieder zu einem aufstrebenden Star. Jung-woo versucht mit Eun-su wieder Kontakt aufzunehmen. Doch diese ist nicht mehr zu erreichen. Eines Tages kommt er zu ihr an den Drehort, wird jedoch mit einem Schauspieler verwechselt und in ein Kostüm gesteckt. Seine Rolle reitet ein Pferd. Dieses hat er aber nicht unter Kontrolle. So reitet er in historischer Kleidung nachts in Seoul auf dem Pferd die Autobahn entlang. Durch das Internet werden die lustigen Videos zu dem Vorfall schnell bekannt. Eun-su erkennt ihn und trifft ihn in einem Café.
Eun-su erfährt, dass ihr aktueller Regisseure wohl ein Drehbuch von Jung-woo plagiiert habe. Sie dreht mit Jung-woos Team den Film. Doch als die Presse davon Wind kriegt, artet es in einem Skandal aus. Um ihre Karriere zu retten, lässt Jung-woo Eun-su ziehen. Sein Team versucht derweil, den Film auf verschiedenen Filmfestival als Park Jung-woos Erstlingswerk zu zeigen. Doch aufgrund seines Rufs sagen alle Festivals bis auf eins ab. Sie laden alle ihre Freunde dazu ein und nehmen den Festspieltermin an. Eun-su, für die eine Pressekonferenz ansteht, macht sich auch auf den Weg dorthin, als sie davon erfährt, da ihr Jung-woo und das Team am Herzen liegt.